# 伦巴第大区
伦巴第（義大利語：Lombardia，義大利語發音：[lombarˈdiːa]；倫巴底語：Lumbardia）是一个位于阿尔卑斯山和波河的一个意大利北部大区。它与意大利的其它大区皮埃蒙特、艾米利亚-罗马涅、威尼托、特伦蒂诺-上阿迪杰以及瑞士相接。
意大利六分之一的人口居住在伦巴第大区，首府为意大利北部的最大城市米兰。231米高的裕信银行大楼是全意大利最高的摩天大楼，同时伦巴第也拥有全意大利数量最多的高层建筑。
伦巴第是全球经济的火车头之一，大区的GDP经统计价值大约4000亿欧元。伦巴第是欧洲三个最富有地区之一，人均GDP高于意大利其它地区百分之三十。2017年的欧盟统计处（Eurostat）的最新统计，伦巴第是整个欧洲地区GDP第二高的地区，仅次于法国首都巴黎所在的法兰西岛大区。很多外国或国有公司都將其总部设於米兰，伦巴第亦是很多頂尖的足球、榄球、冰上曲棍球及篮球球会的主场。
伦巴第的十二个省再细分为合共1,506个市镇（comune），上至人口最多的米兰（1,389,834人），下至莫尔泰罗内，只有30人（2019年统计）。

## 历史
伦巴第的名称是起源于罗马帝国（西罗马帝国）灭亡后大约公元570年兴起的伦巴第人。据说伦巴第人的语言伦巴第语是一种近似盎格鲁-撒克逊语的日耳曼语，但究竟他们是否有应用这种语言作为自己的语言仍然是未知之数。法兰克人、巴伐利亚人及伦巴第人的贵族在多个世纪都有一个密切的关系。整个意大利北部应用“伦巴第”这名称直至15世纪。（在但丁《神曲》中，嚮導維吉爾父母的祖籍即為此地）

## 政治
伦巴第是貝盧斯科尼領導的中間偏右力量黨和北方聯盟的大本營。

## 主要城市
- 米兰 人口1,256,211
- 布雷西亚 人口187,567
- 蒙扎 人口120,204
- 贝加莫 人口113,143
- 瓦雷澤 人口80,511
- 塞斯托-聖喬瓦尼 人口78,850
- 科莫 78,680
- 布斯托阿西齊奧 人口75,916
- 奇尼塞洛巴爾薩莫 人口72,050
- 帕維亞 人口71,214
- 克雷莫納 人口70,887
- 维杰瓦诺 人口57,450
- 莱尼亚诺 人口53,797
- 洛迪 人口209,874
- 曼圖亞 人口48,353

## 交通

### 机场
伦巴第有四个主要机场：
- 米蘭-马尔彭萨国际机场（MXP）
- 米蘭-利纳特国际机场（LIN）
- 贝加莫-奥里奥阿塞里奥国际机场（BGY）
- 布雷西亞機場（VBS）

米蘭的兩個機場被視為意大利最擁擠的航空樞紐，每年乘客流量多於三千萬人次，另外，因贝尔加莫国际机场的主要客流来自米兰，因而被视为米兰都会区的三大机场之一，多为欧盟各国往返米兰的廉价航空公司航班。

### 铁路
伦巴第拥有北意大利最大最繁忙的铁路枢纽米兰中央车站，另外米兰加里波第门站也是伦巴第另一大铁路枢纽站，前往法国里昂和巴黎的tgv高铁即从此站发车。

### 城市轨道交通
伦巴第有两座城市拥有地铁系统：
- 米兰地铁是全意大利规模最大，最繁忙的地铁系统，102.5公里，119站，拥有五条运营线路（一号线，二号线，三号线，四号线一期及五号线），四号线二期及三期工程预计于2023年年中和2024年年底完成。
- 布雷西亚地铁拥有一条线路，13.7公里，17站